# Humboldthain (station)
Humboldthain är en station för Berlins pendeltåg, belägen i stadsdelen Gesundbrunnen i stadsdelsområdet Mitte. Stationen ligger direkt väster om stadsparken Volkspark Humboldthain, som givit stationen dess namn.
Stationsbyggnaden ritades av Richard Brademann i nyobjektivistisk stil och invigdes 1935. Den är idag kulturminnesmärkt.